# Philips in Turnhout
De Philips-fabriek in Turnhout startte in 1955 als fabriek voor transformatoren door Volt. Weldra werden er ook lampen vervaardigd. Na 1977 kwam het bedrijf geheel in handen van de Hoofdindustriegroep Licht van Philips, het vanaf 2015 verzelfstandigde Philips Lighting en  vervolgens in 2018 hernoemd tot Signify. Het bedrijf was ooit de belangrijkste werkgever van Turnhout en groeide uit tot een oppervlakte van 186.000 m2. In 2005 werkten er nog 2700 mensen, maar dat aantal liep snel terug en in 2019 waren het er nog 600. Dit kwam mede door de snelle opmars van de led-technologie en de keuze van Philips om deze technologie te ontwikkelen in Azië. De fabriek is gespecialiseerd in conventionele verlichtingstechnologie, met name op het terrein van hogedruk-gasontladingslampen of dus de productie van zeer felle lampen, waarvoor nog geen led-technologie kon worden toegepast. Het betreft: beamerlampen, kasverlichting (hortilampen), stadionverlichting, straatverlichting, bouwlampen en dergelijke. Aangezien ook in deze domeinen de led-technologie geleidelijk zijn intrede doet, zal de fabriek verder krimpen.
Een deel van de leegstaande hallen werd benut voor de vestiging van startende bedrijven.